# Kostel svatého Jiří (Litobratřice)
Kostel svaté Markéty je římskokatolický chrám v Litobratřicích v okrese Znojmo. Jde o farní kostel římskokatolické farnosti Litobratřice. Je chráněn jako kulturní památka České republiky.
Kostel v Litobratřicích se poprvé připomíná již roku 1278. Současný kostel svatého Jiří byl vystavěn roku 1790 na místě zbořeného chrámu, ze kterého zůstala jen věž z přelomu 15. a 16. století. Vybavení kostela je novodobé.
V letech 2008–2009 se uskutečnila celková oprava kostela svatého Jiří. V první etapě v roce 2008 byla provedena oprava střechy nad chrámovou lodí, věže kostela a fasády nadokapní části věže. V druhé etapě v roce 2009 bylo provedeno odvlhčení obvodového zdiva kostela a svedení dešťové vody do dešťové kanalizace. Také se opravila fasáda, výplně stavebních otvorů a schody.